# Černín-palota

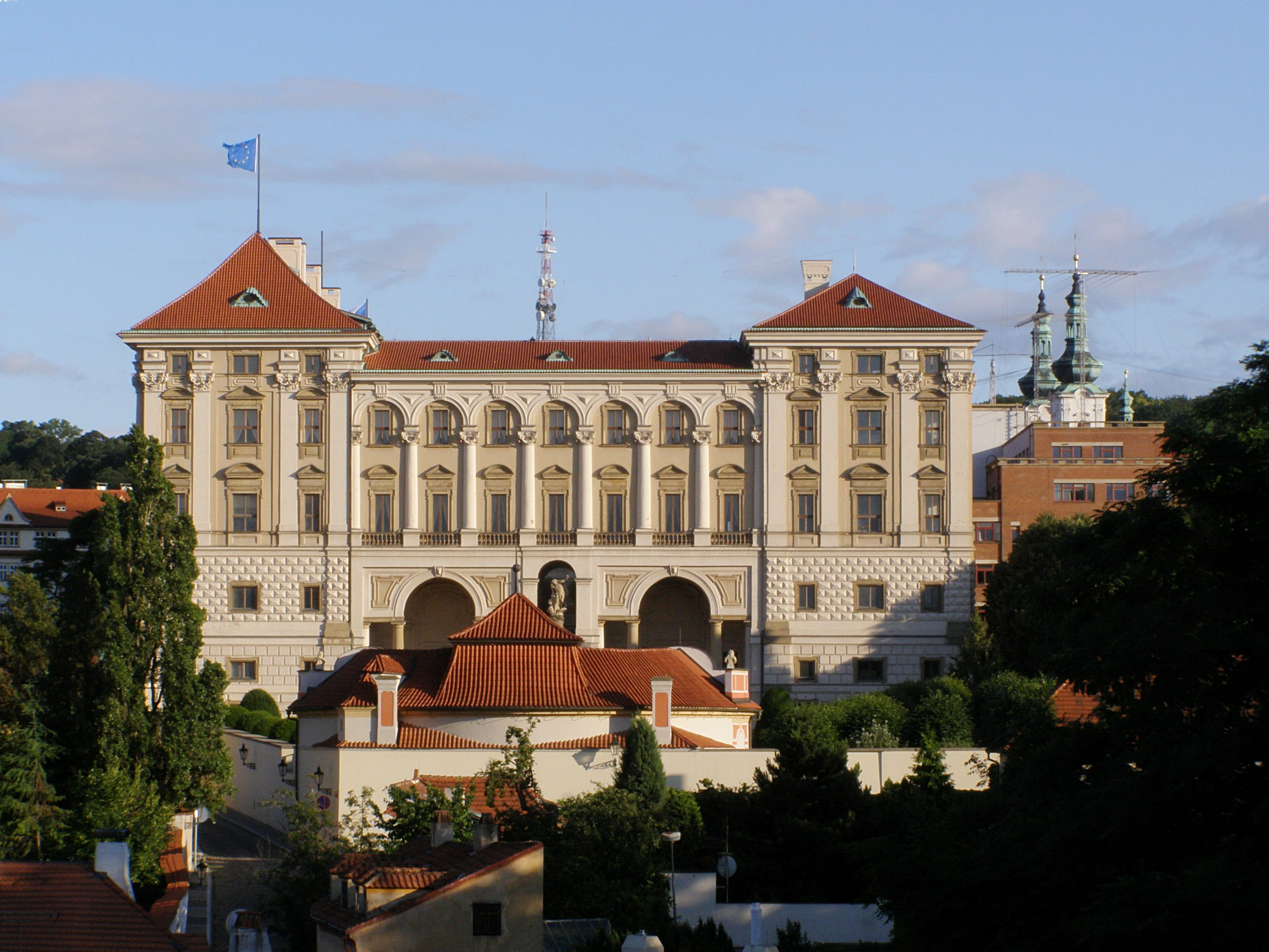
A palota nyugatról

A Černín-palota (Černínský palác) Prága Hradzsin városrészében, a Loreto tér nyugati oldalán húzódik végig. Ez a monumentális építmény Prága egyik legnagyobb palotája.

## Története
Építésével chudenici Černín Humprecht, a császár velencei követe 1669-ben bízta meg Francesco Caratti olasz építészt. Caratti halála (1677) után az építkezést Giovanni Maderna és Domenico Rossi folytatta, illetve fejezte be.
1718–1720-ban Franz Maximilian Kaňka (František Maxmilián Kaňka) részben átépítette.
A 18. század közepén az épületegyüttesben meglehetősen sok kárt okozott a porosz tüzérség, majd a megszálló francia hadsereg, ezért Anselmo Luraghónak csaknem a teljes épülettömböt újjá kellett építenie. Ekkor (1747-ben) készítette el a jelenleg is megcsodálható rokokó kapukat.
1848-ban a Černín család eladta a palotát az államnak, ezután egy negyedik emelettel bővítették és kaszárnyának használták. Állapota meglehetősen leromlott, de szerencsére sok értékes freskó és szobor átvészelte ezt az időszakot.
Ezután a kormányzat úgy döntött, hogy ideköltöztetik a külügyminisztériumot, és Pável Janák professzor a hivatal igényeinek figyelembe vételével 1928 és 1932 között átépítette az egészet — de úgy, hogy közben igyekezett minél inkább rekonstruálni annak régi formáját, értékeit.
1948-ban ennek a palotának az egyik ablakából zuhant ki Jan Masaryk akkori külügyminiszter.

## Az épület
A 150 m hosszú épület a Loreto tér teljes nyugati oldalát elfoglalja. Mérete és pompája állítólag még I. Lipótot is zavarta: az uralkodó úgy érezte, hogy az vetekszik a császári palotáéval.
Az alapvetően barokk stílusú épület a Palladio-féle reneszánsz számos jegyét is megőrizte.

## A Černín-kert
Az aránylag kis, de nagyon szép kertben  álló Narancsházat (Orangerie) Pável Janák építette 1934–1935-ben.